# 下地亜記子
下地 亜記子（しもじ あきこ、1943年12月5日 - 2016年11月17日）は、日本の作詞家。三重県出身。

## 略歴
上京後、学習研究社勤務を経てコピーライターに転身。その後、デザイン編集事務所を設立。離婚後、自宅で子育てをしながら生活する必要に迫られ、作詞の勉強を始めた。
1983年、東京ロマンチカの「また逢えるような顔をして」で作詞家デビュー。
2016年11月17日、肺がんにより死去。72歳没。
2024年、岐阜県本巣市の淡墨公園内に代表作「淡墨桜」（石原詢子）の歌碑が建立された。

## 作品
逢川まさき
- 港ブルース

石川さゆり
- たんぽぽ

石原詢子
- 淡墨桜
- 迷い蛍
- 寿契り酒
- 港ひとり
- おんな雨
- 涙に抱かれて

市川由紀乃
- おんなの祭り

五木ひろし
- 九頭竜川

上杉香緒里
- おけさ海峡

鹿島ひろ美
- 曽根崎しぐれ
- 浅草パラダイス
- 花吹雪・恋吹雪
- 夢海峡

金田たつえ
- 浪花恋歌

唐木淳
もどっておいでよ
北島三郎
- 月夜酒

北原ミレイ
- 愛したいの

北山たけし
- 流れ雲

黒川英二
- さすらい純情

香田晋
- 手酌酒

伍代夏子
- 夜明け坂

島崎和歌子
- HのあとにはI（愛）がある

長保有紀
- おしろい天使
- 雪舞い

野中彩央里
- 夕月海峡

花咲ゆき美
- 揚羽蝶

原田悠里
- 人生夢桜

氷川きよし
- 夢勝負

日野美歌
- 鳴門海峡

藤あや子
- かげろう
- 雪荒野

細川たかし
- しぐれの港

真木柚布子
- 宝船
- 高瀬川
- しのび酒
- お梅哀歌
- 越中恋歌
- 小紅の渡し
- ふられ上手
- 紅吹雪
- さくら月夜
- 雨の思案橋
- 北の浜唄
- 美唄の風
- 越佐海峡～恋情話
- 大阪ブギウギ
- 夜叉
- はっぴーサンバ
- 助六さん
- なごり月
- しぐれ坂
- 夜明けのチャチャチャ
- 夕紅海峡
- 春が咲く
- 大和路
- 東京・大阪物語

増位山太志郎
- 白雪草

松原のぶえ
- 春待さくら草
- 泣きぼくろ
- 雪挽歌

水田竜子
- 夢宵酔

水森かおり
- ひとり薩摩路

南かなこ
- かなこの浜っ娘ソーラン
- 木遣り恋唄

元谷芙美子
- 藤の舞

山内惠介
- 恋する街角
- 想い出小樽
- 柳川雨情
- 炎のタンゴ

山口かおる
- しまなみ海道
- アモーレ・ミオ